# Stantonia lutea
Stantonia lutea är en stekelart som först beskrevs av Szepligeti 1910.  Stantonia lutea ingår i släktet Stantonia och familjen bracksteklar. Inga underarter finns listade i Catalogue of Life.